# Mr.Snowman
「Mr.Snowman」（ミスター・スノーマン）は、e-girlsの12作目のシングル曲。2014年11月26日にrhythm zoneより発売。

## 概要
「CD+DVD」「CDシングル」「CDシングル」の3形態で発売。
表題曲はE-girlsのメンバーが出演するCM・UHA味覚糖「e-maのど飴」のCMソングに使用されており、今作は、5thシングル「CANDY SMILE」、7thシングル「クルクル」同様、グループ名の先頭文字に「E」ではなく、「e」を用い、「e-girls」名義として、リリースされる。
収録されている2曲ともVideo Clipがあり、「Move It -Dream & E-girls Time-」のPVは、2015年1月1日発売のアルバム「E.G. TIME」のBlu-rayとDVDに収録されている。
同シングル「Mr.Snowman」からインスパイアされた世界観を、萩原健太郎監督が脚本・監督し、『Snowman』（CINEMA FIGHTERS）として映像化（2017年）。

## 参加メンバー
- Dream：Shizuka、Ami
- Happiness：藤井夏恋、楓、YURINO、SAYAKA、須田アンナ
- Flower：鷲尾伶菜、藤井萩花、佐藤晴美、坂東希
- 石井杏奈

## 収録曲

### CD
1. Mr.Snowman
作詞：花 空木、作曲：FAST LANE、LISA DESMOND
  - 味覚糖「e-maのど飴」CMソング[5]
  - 「E-girls×Tポイントキャンペーン」タイアップソング[4]
  - プリンスホテル「プリンススノーリゾート2014-2015」TV CMソング[6]
  - ボーカルはDreamのAmi、Shizuka、Happinessの藤井夏恋、Flowerの鷲尾伶菜
2. Move It -Dream & E-girls Time-/Dream & E-girls
作詞：Lauren Kaori、作曲：Lauren Kaori、M.I、Kohei Yokono、編曲：M.I、Kohei Yokono
  - 「制服ダンス～クルクル～」のBGMをアレンジした曲でボーカルはDreamの4人のみ。
3. Mr.Snowman (Instrumental)

### CD+DVD
CD
1. Mr.Snowman
2. Move It -Dream & E-girls Time-
3. Mr.Snowman (Instrumental)

DVD
1. Mr.Snowman (Video Clip)

### CDシングル
1. Mr.Snowman